# Wipfelder Mainaue bei St. Ludwig
Das Naturschutzgebiet Wipfelder Mainaue bei St. Ludwig liegt auf dem Gebiet der Gemeinde Wipfeld im unterfränkischen Landkreis Schweinfurt.
Das Gebiet erstreckt sich östlich des Hauptortes Wipfeld entlang des westlich fließenden Mains. Am nordöstlichen und südöstlichen Rand des Gebietes verläuft die SW 1 und östlich die SW 41. Östlich erstreckt sich auch das rund 15,5 ha große Naturschutzgebiet Schleifwiesen und Nußloch bei Lindach.

## Bedeutung
Das rund 73 ha große Gebiet mit der Nr. NSG-00485.01 wurde im Jahr 1994 unter Naturschutz gestellt.